# La Machine infernale
Pour les articles homonymes, voir La Machine infernale (homonymie).
La Machine infernale est une pièce de théâtre française en 4 actes de Jean Cocteau, rédigée en 1932 et jouée pour la première fois le 10 avril 1934 à la Comédie des Champs-Élysées à Paris, théâtre alors dirigé par Louis Jouvet, dans les décors de Christian Bérard. Elle se fonde sur Œdipe roi de Sophocle.  
Cocteau dédie la pièce « à Marie-Laure et à Charles de Noailles ».

## Genèse et création de la pièce en 1934
Comme Jean Cocteau l'écrit dans Opium (journal rédigé pendant une cure de désintoxication en 1929) : « Je rêve qu'il me soit donné d'écrire un Œdipe et le Sphinx, une sorte de prologue tragi-comique à Œdipe roi, lui-même précédé d'une grosse farce avec des soldats, un spectre... » Cocteau ne reprend son projet qu’au cours de l’année 1932 pour le transformer peu à peu, pour passer d’un montage d’éléments hétéroclites à une œuvre de grande ampleur : Œdipe, s’étant vu annoncer par l’oracle de Delphes un destin terrible : « Il tuera son père. Il épousera sa mère ». Cocteau présente sa pièce à Louis Jouvet. Les deux hommes se mettent au travail. Les échanges sont constants, Cocteau revoit son texte, remanie, réécrit. Les discussions portent surtout sur la distribution difficile à mettre au point car Jouvet n’a pas dans sa troupe d’interprètes pour les rôles d’Œdipe et de Jocaste. Cocteau espère engager la grande Elvire Popesco, dont l’accent roumain et le jeu excessif conviendrait très bien au personnage de la Reine, mais en vain. Après bien des essais, le couple Jean-Pierre Aumont et Marthe Régnier est constitué. Les préparatifs durent toute l’année 1933. Les maquettes définitives sont prêtes et les répétitions commencent au début de 1934. La première a lieu le 10 avril 1934, à la Comédie des Champs-Élysées.
La réception de la critique est contrastée. Si la presse éprouve une vraie curiosité, avec des remarques souvent vives sur les surprises de la pièce ou le caractère audacieux de certaines scènes pour lesquelles Christian Bérard responsable des décors a dû faire au mieux, c’est un éloge général pour la qualité des représentations. Cependant il y a des réactions hostiles de la part de ceux que Cocteau agace, depuis toujours, du fait de sa désinvolture apparente à l’égard du modèle antique et de la part de ceux qui ont du mal à situer l’œuvre entre tragédie, parodie, exercice de lettré. Colette, familière du poète, s’émerveille des beautés du spectacle. Dans une de ses chroniques, elle fait l’éloge des interprètes et termine son article en rendant hommage aux décors de Bérard. Le succès fut réel, durant les soixante-quatre représentations, sans attirer cependant un très grand public. Jouvet s’installant au théâtre de l’Athénée, ne reprendra pas la pièce.

## Mise en scène de 1934
- Mise en scène : Louis Jouvet
- Décors et Costumes : Christian Bérard

### Distribution
- Jean-Pierre Aumont : Œdipe
- Marthe Régnier : Jocaste
- Lucienne Bogaert : Le Sphinx
- Pierre Renoir : Tirésias
- Marcel Kihl : Le messager de Corinthe[2]
- André Moreau : Créon
- Robert Le Vigan : Anubis
- Louis Jouvet : Le berger de Laïus
- Julien Barrot : Le spectre de Laïus
- Romain Bouquet : Le chef
- Yves Forget : Le jeune soldat
- Jane Lory : La matrone
- Andrée Servilanges : Antigone
- Michel Monda : Un petit garçon du peuple
- Robert Moor : Le soldat
- Véra Pharès : Une petite fille du peuple
- Jean Cocteau : La voix

## Résumé de la pièce

### ActeI:Le Fantôme
L'acte s'ouvre sur l'intervention de la Voix qui raconte l'intégralité du mythe.
Il se passe dans une attente marquée d'inquiétude. Sur les remparts de Thèbes, deux soldats veillent. Ils sont chargés de protéger la ville contre le Sphinx. Depuis des mois, ce monstre, posté non loin des portes de la ville, tue les jeunes gens qui s'aventurent dans ses parages, mais personne ne sait ce qu'il est véritablement.
Pour Cocteau, le Sphinx, « tueuse d'hommes », incarne donc tout simplement la Femme.
En fait, nos deux gardes n'attendent pas le Sphinx, ils attendent le « fantôme ». Justement, leur chef vient leur demander des comptes et les interroger sur cet étrange personnage qui leur rendrait visite depuis plusieurs nuits (Le Soldat et le jeune soldat racontent au chef ce que le « fantôme » veut vraiment). Celui-ci se présente, disent-ils, comme étant le roi Laïus : il s'agirait d'un fantôme très gentil, très poli, mais bien pitoyable, car il semble terrorisé par une chose horrible qu'on veut l'empêcher de dire. Ils n'ont pas compris de quoi il s'agissait ; ils savent seulement que le roi doit absolument avertir sa femme et que le danger est imminent.
La reine arrive, ayant elle aussi entendu parler de ce fantôme. Au grand émoi du chef, qui cherche à se faire bien voir d'elle, celle-ci n'a d'yeux que pour le jeune soldat. Elle espère obtenir par lui des renseignements sur celui qui serait son défunt mari, peut-être même l'apercevoir ou l'entendre. Hélas, lorsqu'il essaie de se manifester, occupée qu'elle est par la beauté du garçon, elle ne perçoit pas ses appels pathétiques. Quand elle s'éloigne, le fantôme désespéré, lance aux soldats, qui eux le voient, ce message pressant : « Rapportez à la reine qu'un jeune homme approche de Thèbes et qu'il ne faut sous aucun prétexte… »
Puis disparaît pour toujours le seul qui aurait encore pu sauver Jocaste.

### ActeII:La Rencontre d'Œdipe et du Sphinx
Il se déroule dans le même temps que le précédent. En bas, devant les portes de la ville, il met en marche le processus que là-haut, sur le rempart, le fantôme essaie d'arrêter, et il nous dévoile le « mystère » de la victoire d'Œdipe. Le Sphinx est fatigué de tuer et nous découvrons que ce monstre est une jeune fille en robe blanche, lasse de tuer, et disposée à tomber amoureuse du prochain joli garçon qui passera, et peut-être à se sacrifier pour le sauver. Mais le chien Anubis, dieu égyptien de la mort, veille au respect des consignes données par les dieux : il n'est pas question de s'attendrir sur les humains.
Lorsque apparaît Œdipe, elle s'éprend de lui d'emblée et s'efforce de l'éloigner pour lui éviter une mort certaine, mais la froide détermination du jeune homme et sa présomptueuse conviction qu'il vaincra le Sphinx l'amènent à se révéler sous sa forme animale et à montrer son pouvoir. Terrassé par le monstre qui lui inflige le supplice de ses précédentes victimes, il oublie toute dignité et crie grâce. Quand il se croit perdu, il apprend, de la bouche même du Sphinx, le secret de l'énigme. Les liens qui le paralysaient se dénouent et il se sauve. Mais Anubis ne se satisfait pas de ce simulacre, il exige que la question soit posée. Œdipe, interrogé, donne alors la réponse que le Sphinx vient de lui apprendre.  Il a remporté la victoire, mais sans montrer aucun mérite. Il accroît son ridicule, aux yeux du spectateur, en recherchant la pose la plus avantageuse pour porter la dépouille du Sphinx jusqu'à Thèbes, afin de prouver son succès.
Fou de joie, il court vers la ville, vers la reine qui lui est promise et vers la royauté, oubliant celle dont il n'a pas compris l'amour ni le dévouement.
Pour calmer sa terrible crise de dépit, Anubis annonce alors au Sphinx redevenu femme après sa défaite, l'avenir monstrueux qui attend Œdipe. La vision en est si atroce qu'elle éveille la pitié dans le cœur de la Vengeresse, avatar final du Sphinx, qui apparaît en apothéose sous l'aspect de la déesse Némésis.
Mais rien ne peut plus sauver Œdipe, pas même la compassion d'un dieu.

### ActeIII:La Nuit de noces
Œdipe et Jocaste, cédant à leurs penchants, refusent tous les avertissements, mais leur amour, qui semble sincère, s'exprime maladroitement. Trop de souvenirs les préoccupent, trop de non-dits les séparent, trop d'obstacles les gênent.
Après une journée de cérémonies et de festivités épuisantes, les deux époux se retrouvent seuls face à face dans la chambre de Jocaste, pour la première fois. Ils souhaitent ardemment réussir ce moment, attendu par l'une comme une renaissance, par l'autre comme un couronnement et une initiation à l'amour. Œdipe est obligé – coutume locale – de recevoir Tirésias pendant que Jocaste se prépare. « Je suis vierge », dit Œdipe à Tirésias. Le devin, en effet, tente une ultime mise en garde pour stopper le mécanisme effrayant et fait état de « présages funestes ». Mais le nouveau roi se méfie des conseils d'un prêtre ligué, pense-t-il, avec Créon pour l'évincer, et il reste sur ses positions sans se soucier des avis divins : « Les oracles… mon audace les déjoue… » Œdipe finit par agresser Tirésias, l’étrangle presque et, tentant de lire son avenir dans ses yeux, ne peut aller au-delà de la naissance de ses quatre enfants. Au moment de découvrir la vérité, il tombe, aveuglé lui-même – symbole de son actuelle cécité sur sa condition, et annonce du dénouement réel. Retrouvant après un instant la vue, il lui présente ses excuses et lui révèle son identité de fils de Polybe et Mérope, les souverains de Corinthe. Tirésias, qui est moins omniscient que dans la tradition, est alors rassuré. 
Les époux vont-ils enfin profiter de leur bonheur ? Hélas, malgré leur bonne volonté, la fatigue les fait sombrer dans de brefs assoupissements où leur passé ressurgit et s'exprime par bribes confuses. C'est alors une lutte épuisante contre le sommeil qui révélerait à l'autre des secrets inavouables.
Jocaste reconnaît sa faute, l'infanticide qu'elle raconte à Œdipe en prétendant qu'il s'agit d'« une femme, ma sœur de lait, ma lingère ». Elle reste aussi marquée par ce mur sur lequel (premier signe d'infidélité ?) elle n'a pas su voir son époux. Œdipe, malgré l'admiration éperdue de sa femme, sait qu'il n'est pas un héros, car il n'a gagné qu'avec l'aide du Sphinx, et se souvient qu'il a été à sa merci, qu'il s'est montré faible et ridicule.
La différence d'âge, dont Œdipe se soucie peu, tourmente la reine vieillissante. Et dans cette nuit de cauchemar, c'est un homme de la rue, un ivrogne attardé sous les fenêtres royales, qui a le dernier mot : « Votre époux est trop jeune, bien trop jeune pour vous… hou ! »

### ActeIV:Œdipe roi
L'acte suit de près la fin de l'Œdipe roi de Sophocle (et de la propre adaptation de Cocteau, mise en musique par Stravinsky sept ans plus tôt : Œdipus rex). « Dix-sept ans après », une à une vont se dissiper les illusions et les fictions qui ont protégé le couple royal. De révélation en révélation, Œdipe et Jocaste seront amenés devant la réalité.
L'annonce de la mort du roi de Corinthe provoque chez son fils le soulagement et même la joie. Cette attitude scandalise son entourage et l'amène à énoncer la prédiction devenue caduque : « Mon père est mort… L'oracle m'avait dit que je serais son assassin et l'époux de ma mère ». Jocaste, qui avait reçu un avertissement similaire et n'en avait soufflé mot, peut ici s'apercevoir que son époux lui avait soigneusement caché la fâcheuse prophétie. Ce silence entre eux trahit une gêne face à des étrangetés qu'ils n'ont pas voulu examiner de trop près, pour préserver leur bonheur.
Mais « vous n'étiez que son fils adoptif », le rassure le messager, sans comprendre qu'il remet en cause par cette déclaration toute la stratégie de fuite élaborée par Œdipe : qui est son père ? 
La précision : « Mon père vous délia presque mort, pendu par vos pieds blessés », si elle explique simplement au roi l'origine de ses cicatrices, amène Jocaste à une découverte bien pire, qu'elle reçoit sans mot dire : Œdipe est l'enfant qu'elle a voulu supprimer.
Un souvenir qui revient soudain au roi : « Pendant une rixe avec des serviteurs, j'ai tué un vieillard qui voyageait au carrefour de Daulie et de Delphes », la met devant une nouvelle évidence : Œdipe est le meurtrier de Laïus, c'est-à-dire de son père.
Pour Jocaste, maintenant, tout est clair. Tandis que son mari se débat dans des suppositions qui l'irritent et l'affligent, la malheureuse se pend avec sa grande écharpe rouge… Œdipe, monté la retrouver dans sa chambre, découvre son corps. Il apparaît, « déraciné, décomposé ». Il accuse son beau-frère : « vous me l'avez tuée » ; il croit à un complot.
Tirésias lui affirme alors : « Vous avez assassiné l'époux de Jocaste, Œdipe, le roi Laïus. Je le savais de longue date… ni à vous, ni à elle, ni à Créon, ni à personne je ne l'ai dit ».
En fait, il lui reste le pire à comprendre, car il s'égare encore sur de fausses pistes concernant sa naissance. Paraît alors un vieux berger, c'est « l'homme qui [t'] a porté blessé et lié sur la montagne ».
Pressé de répondre, le vieillard avoue ce qu'on lui avait interdit de dévoiler sous peine de mort : « Tu es le fils de Jocaste, ta femme, et de Laïus tué par toi au carrefour des trois routes. Inceste et parricide. »
Œdipe comprend alors qu'on n'échappe pas à un oracle : « J'ai tué celui qu'il ne fallait pas. J'ai épousé celle qu'il ne fallait pas. Lumière est faite. »
Il lui reste à se punir lui-même. « Il se donne des coups dans les yeux avec la grosse broche en or », crie sa fille, la petite Antigone.
Devenu aveugle, il voit s'avancer vers lui Jocaste, mystérieusement redevenue sa jeune mère pour l'accompagner dans son exil, car il doit quitter la ville.
Il s'éloigne, accompagné de sa fille et de sa mère-épouse, confondues dans une même sollicitude : « Attention… compte les marches… un, deux, trois, quatre, cinq… »
À Créon qui veut intervenir, Tirésias déclare : « Ils ne t'appartiennent plus ».

## Personnages

### Personnages principaux
- Œdipe : est le fils abandonné de Jocaste et Laïus. Avant d'épouser la reine, il a tué un vieillard par accident au carrefour de Daulie et de Delphes. Celui-ci était Laïus, le roi et donc son père. Il est orgueilleux.
- Jocaste : c'est tout d'abord la reine et la femme du roi Laïus. Après la mort de son mari, elle devient la femme d'Œdipe, son fils, et la mère de leurs enfants. Elle n'est pas grecque. Elle manipule Tirésias. Celui-ci la qualifie de gentille mais excentrique. La vieillesse et sa beauté tarie par son âge, l'obsède. Enfin, elle se croit tout permis, notamment en palpant le corps du jeune soldat, qui lui fait penser à son fils.
- Tirésias : l'oracle, fidèle à Jocaste et Laïus, il devine l'avenir. Dans cette réécriture il est considéré de manière humoristique, et est notamment surnommé "zizi" par Jocaste, terme qui pour le spectateur  moderne est évidemment comique.
- Le Sphinx : Le monstre à tête de femme et ailes d'oiseaux, qui pose une énigme aux individus passant seuls à Thèbes, s'ils ne trouvent pas la réponse, il les tue. Il est immortel et envoyé par les dieux, mais se montre ici sous la forme d'une jeune fille en robe blanche.
- Anubis : dieu égyptien de la mort, à tête de chacal, accompagnant le Sphinx et qui le rappelle à l'ordre quand il le faut.

### Personnages secondaires
- Le fantôme de Laïus[4] : veut prévenir Jocaste de l'arrivée d'Œdipe, leur fils, mais n'y arrive pas. S'il parle clairement, il se trouble, mais s'il parle indistinctement en répétant ses mots, il devient net. Il ne peut apparaître qu'aux soldats.
- Créon : frère de la reine Jocaste et donc beau-frère et oncle d'Œdipe. Il n'apparaît que dans le dernier acte.
- Antigone : l'une des filles d'Œdipe et Jocaste, apparaît uniquement dans le dernier acte.
- Le Messager : il vient annoncer la mort du roi de Corinthe et le fait qu'Œdipe soit un fils adoptif. C'est le fils du Berger.
- Le Berger : personne qui amène Œdipe chez le roi de Corinthe. Il apparaît dans l'acte IV pour confirmer l'origine d’Œdipe.
- Le soldat et le jeune soldat : ils voient le fantôme (Laïus). Ce sont les seuls à le voir.
- le jeune soldat : il informe l'état du fantôme. Il incarne le stéréotype du jeune impétueux et le soldat est là pour le faire revenir à la raison.
- Le chef : il annonce l'arrivée de la reine et discute avec les soldats.
- La matrone : qui cherche son fils alors qu'il n'est plus de ce monde depuis que le sphinx l'a tué.
- L'enfant : il est très curieux par rapport au sphinx ce qui étonne Thèbes

## Reprise de la pièce en 1954
La pièce fut d'abord reprise en 1949, lors d’une tournée théâtrale au Moyen-Orient, Bérard ayant eu juste le temps d’adapter les décors avant de mourir le 1er février. Lui rendant hommage, Cocteau a écrit : « le chef-d’œuvre de Bérard, le triomphe du rien qui suggère tout, un prodige d’économie. ».
C’est en 1954, qu’une reprise importante eut lieu, vingt ans après la création. Elle circula d’abord sous l’égide des tournées Georges-Herbert, en commençant par le théâtre des Célestins à Lyon du 20 au 24 janvier. Le spectacle fut présenté à Paris, aux Bouffes-Parisiens, le 22 septembre 1954 par Jean Marais, alors directeur du théâtre. Ce dernier demanda à Jeanne Moreau de jouer le Sphinx (en attendant de jouer ensemble l'année suivante dans Pygmalion) et à Elvire Popesco de jouer Jocaste, rôle qui avait été écrit pour elle par Cocteau qui signa la mise en scène et déclara dans le programme : « c’est une grande émotion pour moi que cette reprise parisienne de La Machine infernale. Une haute vague de souvenirs.  Les figures de Jouvet et de Christian Bérard se superposent à celles de mes personnages. »
Une diffusion pour la télévision fut donnée au mois de mai 1954  et à la radio nationale le 14 octobre 1954.

### Mise en scène
- Création le 22 septembre 1954 au Théâtre des Bouffes Parisiens[6]
- Mise en scène : Jean Cocteau
- Décors et Costumes : Christian Bérard, exécutés par Karinska
- Réalisation sonore : Fred Kiriloff
- Production :  théâtre des Bouffes Parisiens  (Paris)

### Distribution
- Jean Marais : Œdipe
- Elvire Popesco : Jocaste
- Jeanne Moreau : Le Sphinx
- Jean Clarens : Tirésias
- Pierre Paulet : Créon
- Alain Nobis : Anubis
- Marie Talbot : La matrone
- Jean-Charles Fontana : le jeune soldat
- Charles Denner : le soldat
- Roland Elbaz : le petit garçon
- Christiane Ferez : la petite fille
- Jean Cocteau : La voix

En 1989, l’année du centenaire de Cocteau, Jean Marais voulut une fois encore le servir en mettant en scène la pièce à L’Espace Cardin, assisté de Nicolas Briançon avec Françoise Fabian dans le rôle de Jocaste, Francis Lemaire (Tirésias), Olivier Brunhes (Œdipe), Caroline Sihol (le Sphinx), Eric Laugérias (un vieux soldat), Jean Péméja (le chef des Gardes. Jean Marais joua cette fois le fantôme de Laïus, filmé et projeté sur les remparts de Thèbes.

## Éditions
- 1934 : Éditions Bernard Grasset
- 1965 : Le Livre de poche, n° 854.
- 2003 : Gallimard, coll. « Bibliothèque de la Pléiade »

## Adaptations à la télévision
- 1947 : The Infernal Machine, téléfilm britannique, avec Adrienne Corri
- 1963 : La Machine infernale, téléfilm français réalisé par Claude Loursais

## Adaptations radiophoniques
- 1953 : La Machine infernale, réalisation Henri Soubeyran avec Jacques Dacqmine (Œdipe), Maria Casarès (Le Sphinx), Germaine Montero (Jocaste),  Michel Bouquet (la voix), Jean d'Yd (Tirésias), Jean Topart (Anubis)  - retransmission sur la chaîne nationale de l'ORTF le 14/10/1953